# Golf vid olympiska sommarspelen 2020
Golf vid olympiska sommarspelen 2020 arrangerades mellan 29 juli och 7 augusti 2021 på Kasumigaseki Country Club i Tokyo i Japan. En tävling för damer och en för herrar fanns på programmet som var oförändrat sedan OS 2016.
Tävlingarna skulle ursprungligen ha hållits mellan 30 juli och 8 augusti 2020 men de blev på grund av Covid-19-pandemin uppskjutna.

## Medaljsammanfattning
| Golf                          | Guld                  | Silver                   | Brons                            |
| Damernas tävling Detaljer...  | Nelly Korda USA       | Mone Inami Japan         | Lydia Ko Nya Zeeland             |
| Herrarnas tävling Detaljer... | Xander Schauffele USA | Rory Sabbatini Slovakien | Pan Cheng-tsung Kinesiska Taipei |

Denna tabell: visa • redigera

## Medaljtabell
| Pl.    | Nation           | Guld | Silver | Brons | Totalt |
| ------ | ---------------- | ---- | ------ | ----- | ------ |
| 1      | USA              | 2    | 0      | 0     | 2      |
| 2      | Japan            | 0    | 1      | 0     | 1      |
| 2      | Slovakien        | 0    | 1      | 0     | 1      |
| 4      | Kinesiska Taipei | 0    | 0      | 1     | 1      |
| 4      | Nya Zeeland      | 0    | 0      | 1     | 1      |
| Totalt | Totalt           | 2    | 2      | 2     | 6      |

### Fotnoter
1. ↑  (16 juni 2021). Golf Competition Schedule. Arkiverad 5 juli 2021 hämtat från the Wayback Machine. olympics.com. Läst 24 juni 2021.
2. ↑  Golf. tokyo2020.org. Läst 9 oktober 2019.
3. ↑  (Program från 31 juli 2019). Olympic Competition Schedule. tokyo2020.org. Läst 7 oktober 2019.
4. ↑  (30 mars 2020). IOC, IPC, Tokyo 2020 Organising Committee and Tokyo Metropolitan Government announce new dates for the Olympic and Paralympic Games Tokyo 2020. IOK. Läst 24 juni 2021.
5. ↑  (7 augusti 2021). Golf – Women's Individual Stroke Play. olympics.com. Läst 7 augusti 2021.
6. ↑  (1 augusti 2021). Golf – Men's Individual Stroke Play. olympics.com. Läst 1 augusti 2021.